# Lisandro Leyva Mazuera
Lisandro Leyva Mazuera (Serrezuela, 12 de febrero de 1860 - Ubaté, 28 de enero de 1925) fue un militar colombiano, cercano a los postulados del Partido Conservador Colombiano.
Leyva llegó a ostentar el grado de general del ejército colombiano y fue el 11.º director de la Policía Nacional de Colombia, por unos días durante 1901, por designación del entonces presidente José Manuel Marroquín. Su descendencia sigue siendo influyente en la política colombiana hasta hoy.

## Familia
Lisandro Leyva Mazuera era miembro y patriarca de la prestigiosa familia de militares y diplomáticos de los Leyva. Su padre era Justino Hermenegildo Leyva y Caycedo, y su madre María del Carmen Mazuera Sanz de Vicuña y Morales; siendo sus hermanos Calixto, Emiliano, Roberto, Carlos y Uldarico Leyva Mazuera; dos de ellos eran militares como él.
Su padre era sobrino del general Domingo Caycedo Sanz de Santamaría, y nieto del político criollo Luis Caycedo y Flórez, alcalde de Santafé de Bogotá.

### Matrimonios y descendencia
Leyva se unió en primeras nupcias con Margarita Pereira Camacho, en julio de 1884, quien era sobrina del polímata liberal Salvador Camacho Roldán.
Con Margarita, Leyva tuvo a sus hijos Lisandro (un médico traumatólogo y veterano de la I Guerra Mundial), Ricardo, María Graciliana (casada con Eduardo Pombo, quien era sobrino de Lino de Pombo y primo de Rafael Pombo; y emparentado con Miguel de Pombo, Pedro Agustín de Valencia y Antonio Arboleda y Arrachea), y Margarita Leyva Pereira.
En segundas nupcias, Leyva se casó con Elvira Urdaneta García, de otra familia de militares conservadores. Elvira era tataranieta del general uruguayo Francisco de Urdaneta (quien era primo del venezolano Rafael Urdaneta) sobrina tataranieta del héroe de la Independencia Atanasio Girardot, y trastataranieta del militar francés Louis Girardot.
Con Elvira, Leyva tuvo a sus hijos Elvira, José Pablo, Jorge y Cecilia Leyva Urdaneta. José Pablo fue un prestigioso médico y Jorge, un economista y exministro de estado, adepto al conservatismo y al laureanismo y padre de los políticos progresista Jorge y Álvaro Leyva Durán.